# نانسی لیبرمن

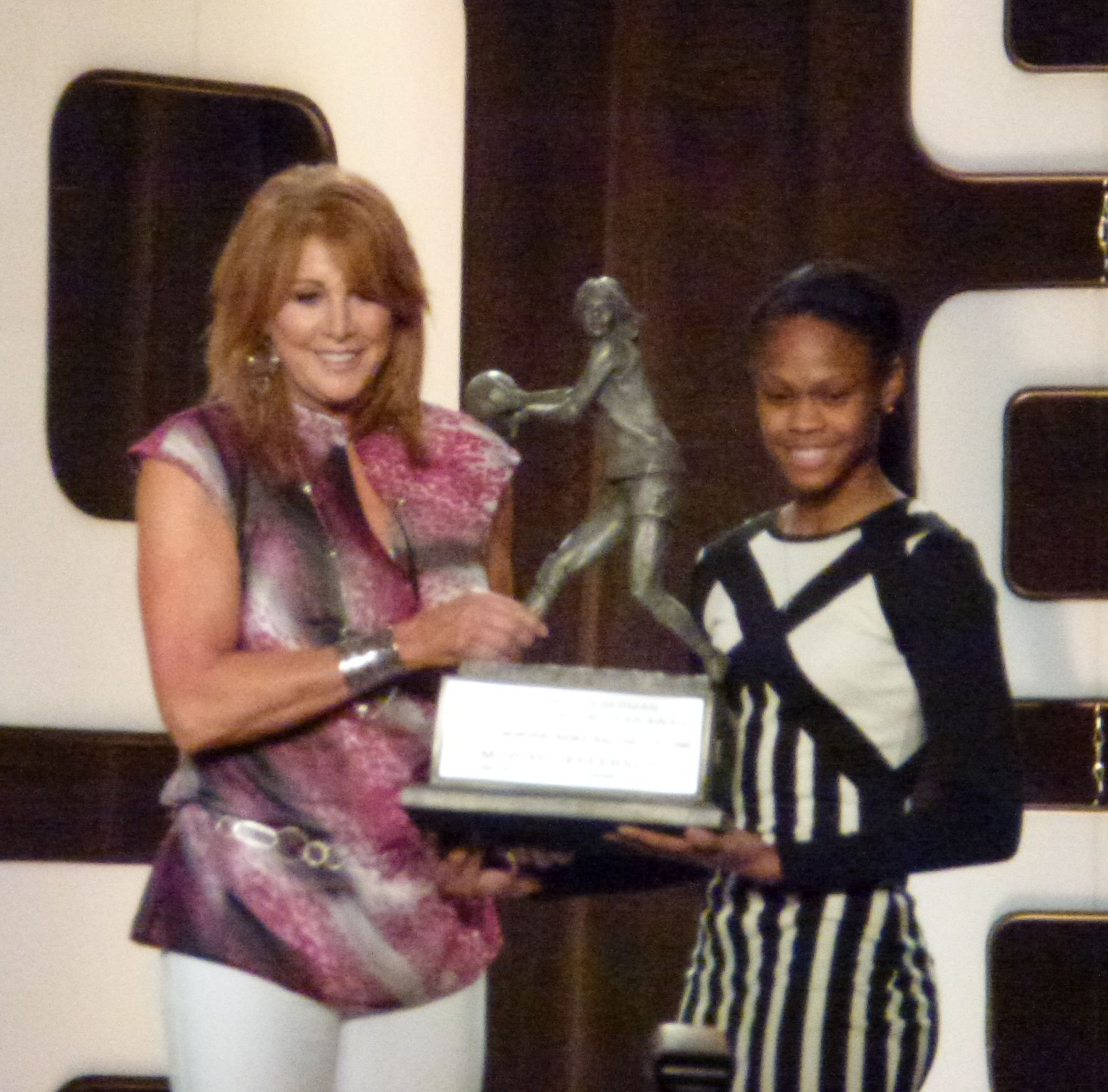

 نانسی لیبرمن (انگلیسی: Nancy Lieberman؛ زادهٔ ۱ ژوئیهٔ ۱۹۵۸) یک بازیکن بسکتبال، و ورزشکار اهل ایالات متحده آمریکا است.